# Onšov (Znojmói járás)
Onšov település Csehországban, a Znojmói járásban. Onšov Štítary, Horní Břečkov, Šumná, Lesná és Vranov nad Dyjí településekkel határos. Lakosainak száma 76 fő (2024. január 1.).

## Népesség
A település lakosságának változását az alábbi diagram mutatja:
| Lakosok száma | 131  | 165  | 135  | 95   | 98   | 71   | 75   | 73   | 68   | 76   |
|               | 1869 | 1890 | 1921 | 1950 | 1980 | 2001 | 2017 | 2019 | 2022 | 2024 |